# Marmorerat slånmott
Marmorerat slånmott (Acrobasis marmorea) är en fjärilsart som först beskrevs av Adrian Hardy Haworth 1811.  Marmorerat slånmott ingår i släktet Acrobasis, och familjen mott. Arten är reproducerande i Sverige.